# Voiliers Nantais
Pour les articles homonymes, voir Nantais.
La Compagnie des Voiliers Nantais est une compagnie maritime, créée le 30 juin 1894 à Nantes. Elle s'installe d'abord 3 rue Gresset. En 1913, les Voiliers Nantais sont absorbés par les Chargeurs de l'Ouest (SACO).

## Présidents
- Jean-Baptiste Lebeaupin
- Eugène Pergeline jusqu'en 1913

## Flotte
- 10 navires en 1902
- 15 navires fin 1904

| Nom                  | Chantiers de construction | Type          | Entrée en Flotte | Sortie de Flotte |
| -------------------- | ------------------------- | ------------- | ---------------- | ---------------- |
| Général Mellinet     | Laporte GQ                | 3 mâts barque | 1895             | 11/10/1905       |
| Lamoricière          | Laporte GQ                | 3 mâts barque | 1895             | 1904             |
| Cambronne            | Laporte GQ                | 3 mâts barque | 1896             | 1907             |
| Canrobert            | Laporte GQ                | 3 mâts barque | 1897             | 27/05/1907       |
| Mac-Mahon            | Loire Nantes              | 3 mâts barque | 1898             | 20/09/1909       |
| Bourbaki             | Loire Nantes              | 3 mâts barque | 1898             | 1908             |
| Amiral-Courbet       | Chantiers Nantais         | 3 mâts barque | 1900             | SACO 1913        |
| Amiral-Halgan        | Chantiers Nantais         | 3 mâts barque | 1900             | SACO 1913        |
| Amiral-de-Cornulier  | Chantiers Nantais         | 3 mâts barque | 1900             | SACO 1913        |
| Eugène Pergeline     | Chantiers Nantais         | 3 mâts barque | 1900             | SACO 1913        |
| Surcouf              | Chantiers Nantais         | 3 mâts barque | 1902             | 25/02/1909       |
| Montcalm             | Chantiers Nantais         | 3 mâts barque | 1902             | SACO 1913        |
| Guerveur             | Loire Nantes              | 3 mâts barque | 1904             | SACO 1913        |
| Maréchal-de-Noailles | Chantiers CFN             | 3 mâts barque | 1904             | 15/01/1913       |
| Maréchal-Suchet      | Penhoët Saint-Nazaire     | 3 mâts carré  | 1904             | SACO 1913        |
| Rochambeau           | Chantiers CFN             | 3 mâts barque | 1904             | 31/08/1911       |
| Vercingétorix        | Penhoët Saint-Nazaire     | 3 mâts carré  | 1904             | SACO 1913        |
| Nominoe              | Gray West Hatlepool       | vapeur        | 13/06/1913       | SACO 1913        |

## Sources
- Voiliers et Navires de Nantes
- Les Grands Voiliers Cap-Horniers Nantais